# Natale in Portogallo

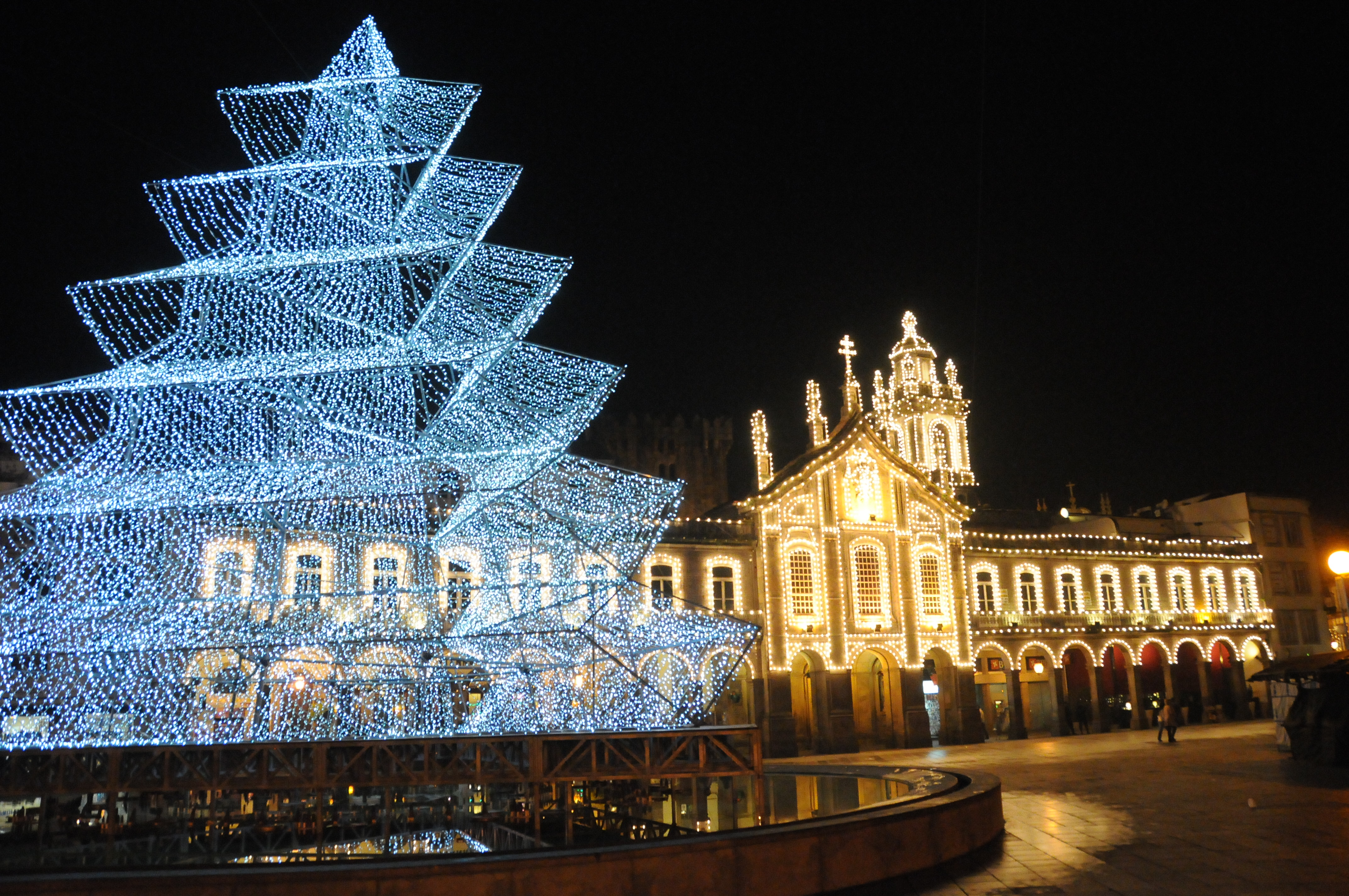
Luci di Natale a Braga

Questa voce descrive le principali tradizioni natalizie del Portogallo, oltre agli aspetti storici e socio-economici della festa.

## Informazioni generali
Nelle usanze natalizie del Portogallo, si evince il profondo sentimento religioso legato alla tradizione cattolica del Paese.

## Il termine per "Natale" in portoghese
Il termine per "Natale" in portoghese è Natal.
Formule di augurio tradizionali sono Bom Natal, Feliz Natal e Boas Festas.

## Tradizioni

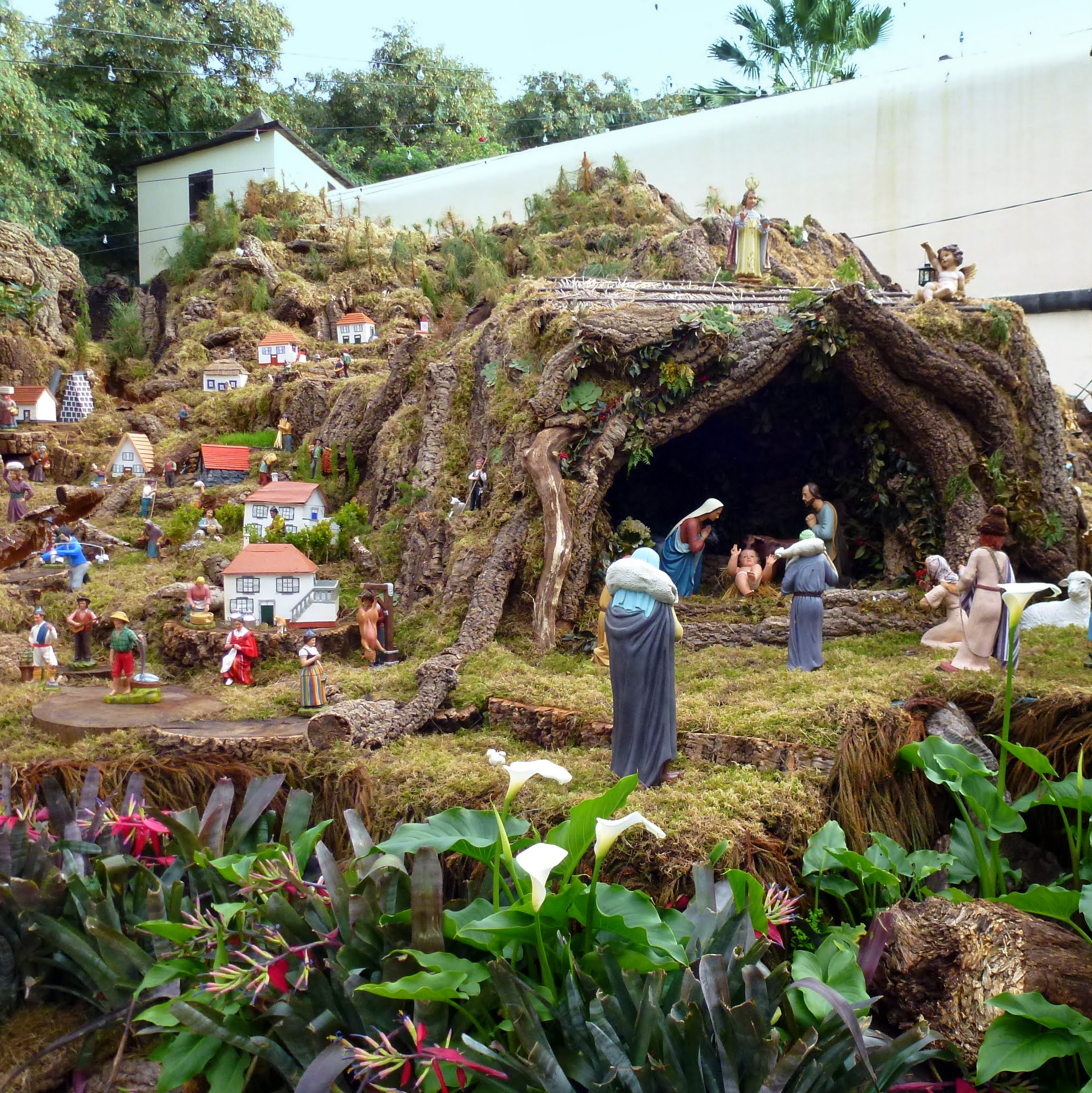
Presepe a Madeira, in cui si può notare l'aggiunta di elementi dell'architettura locale

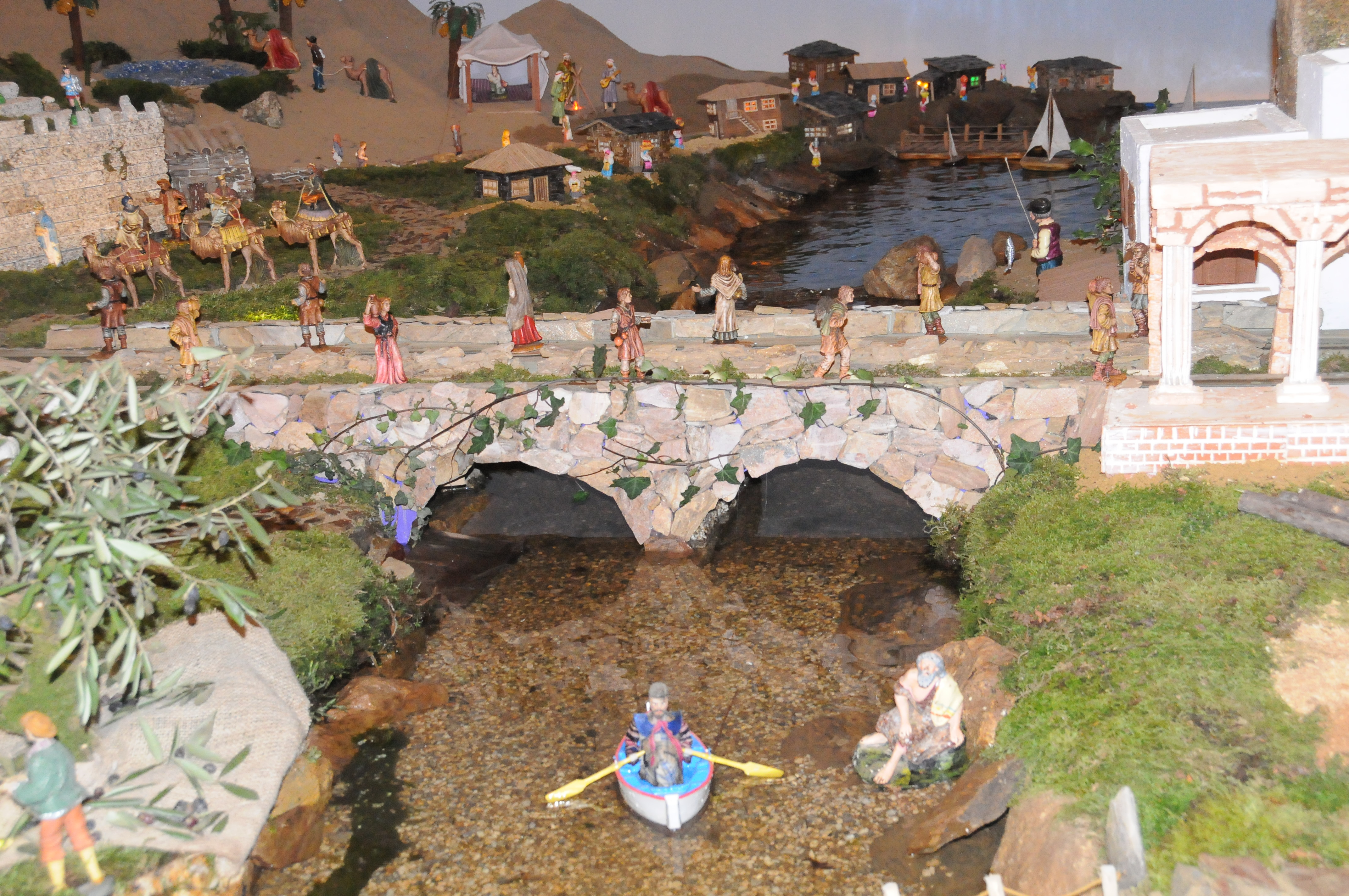
Presepe nel monastero di Tibães. Anche qui sono evidenti elementi del paesaggio portoghese

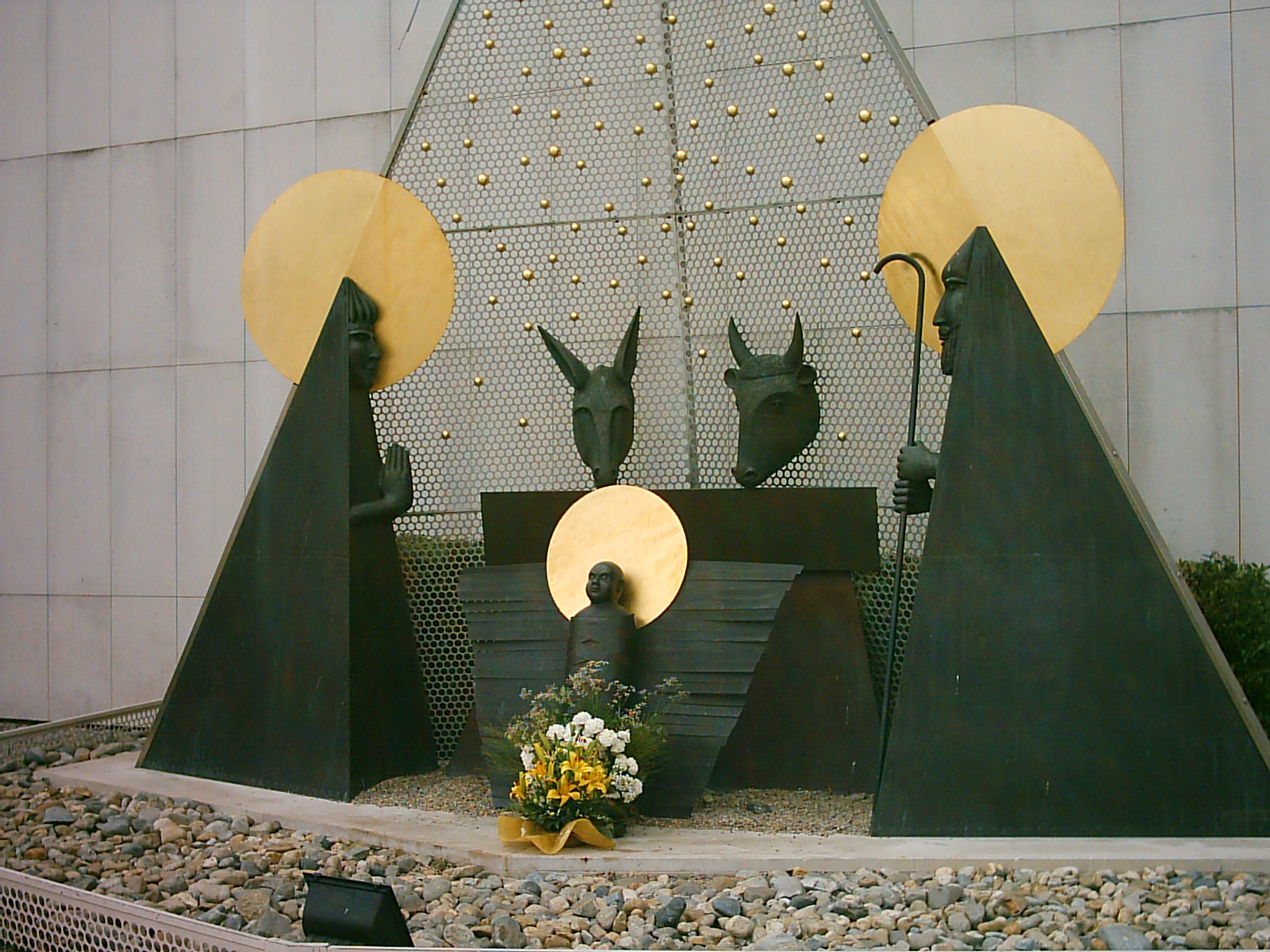
Presepe nel santuario di Fátima

### Messa del Gallo
Come in Spagna, anche in Portogallo la messa di mezzanotte della Vigilia di Natale è chiamata "Messa del Gallo", un nome che deriva dal fatto che - secondo la leggenda - un gallo avrebbe cantato poco dopo la Nascita di Gesù.
Durante la processione di ingresso in chiesa, i bambini di ogni famiglia tengono solitamente i mano delle fiaccole e dei rami di ginepro.  La messa termina con una processione in cui è usanza baciare una statua raffigurante Gesù Cristo. 
Le famiglie portoghesi partecipano alla messa subito dopo aver consumato la cena della Vigilia: un'antica usanza vuole che si debba lasciare la tavola apparecchiata perché - secondo la credenza popolare - la casa viene visitata dai parenti defunti.

### Presepe
Come negli altri Paesi latini, anche in Portogallo è diffusissima la tradizione del presepe. 
Sono annoverati tra i migliori presepi del Paesi quelli esposti nella Basilica di Lisbona e nella Basilica dell'Estrela. Il presepe vivente più grande del Paese è invece quello della città di Penela.

### Falò di Natale
Prima di partecipare alla messa di mezzanotte, è tradizione della Vigilia di Natale accendere il "falò di Natale", in cui vengono fatti ardere dei tronchi di abete. Si ritiene che più a lungo duri la fiamma, maggiore sarà la prosperità per la famiglia.

### Albero di Natale
La tradizione dell'albero di Natale iniziò a diffondersi in Portogallo soltanto a partire dagli anni settanta del XX secolo.

### Festa dos Rapazes
Una tradizione particolare del Nord del Portogallo, nella regione di Bragança, è rappresentata dalla Festa dos Rapazes ("Festa dei ragazzi"), in occasione della quale dei ragazzi (rapazes), sopra i 16 anni e non sposati, nel periodo compreso tra Natale e l'Epifania, girano per le case mascherati e muniti di bastone e portando dei doni o recitando drammi satririci. La festa si conclude con la partecipazione dei rapazes alla messa.
Un ragazzo portoghese può partecipare a questa tradizione una sola volta nella propria vita e, al termine della festa, viene annoverato tra gli uomini del posto.

### Portatori di doni
Anche il Portogallo ha adottato la tradizione di Babbo Natale, che i portoghesi chiamano Pai Natal.
O Pai Natal non è tuttavia il tradizionale portatore di doni, dato che questa imcombenza spetta solitamente al Bambin Gesù o Menino Jesus.

## Gastronomia
Durante la cena di Natale vengono consumati solitamenti piatti quali il tacchino o il merluzzo. 
Una tradizione particolare, vigente anche nella vicina Spagna, è quella di dover ingoiare tutto d'un fiato dodici chicchi d'uva nei dodici secondi precedenti allo scoccare della mezzanotte: chi non ci dovesse riuscire, si ritiene che sarà sfortunato per tutto l'anno seguente.

### Piatti tipici

#### Consoada
Piatto tipico della Vigilia di Natale in Portogallo è la consoada, un baccalà (bacalhau) cotto con dei legumi.

#### Broas de mel
I piatti natalizi, sia dolci che salati, sono solitamente accompagnati dalle broas de mel, delle gallette al miele.

#### Dolci

##### Bolo Rei
Il tipico dolce natalizio del Portogallo è il Bolo Rei, un dolce a forma di ciambella e farcito di agrumi, canditi e pinoli.

##### Altri dolci tipici
Altri dolcetti tipici sono le azevias e le filhoses, delle frittelle che vengono solitamente consumate assieme ad un bicchiere di Porto.
Nella regione del Minho sono invece popolari dei dessert noti come lampreias de ovos.

## Musica natalizia
Per quanto riguarda la musica natalizia, un'usanza tipica del Portogallo è rappresentata dalle janeiras (da Janeiro = "gennaio"), canti sulla nascita di Gesù o sui Re Magi che vengono intonati da gruppi di bambini agli inizi del mese di gennaio. I bambini che intonano le janeiras vengono ricompensati con dolci, frutta o monete.

## Galleria d'immagini

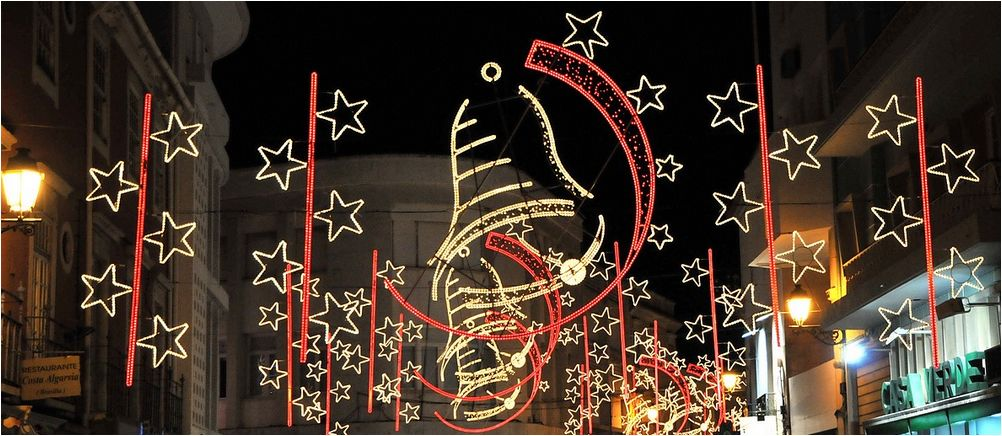
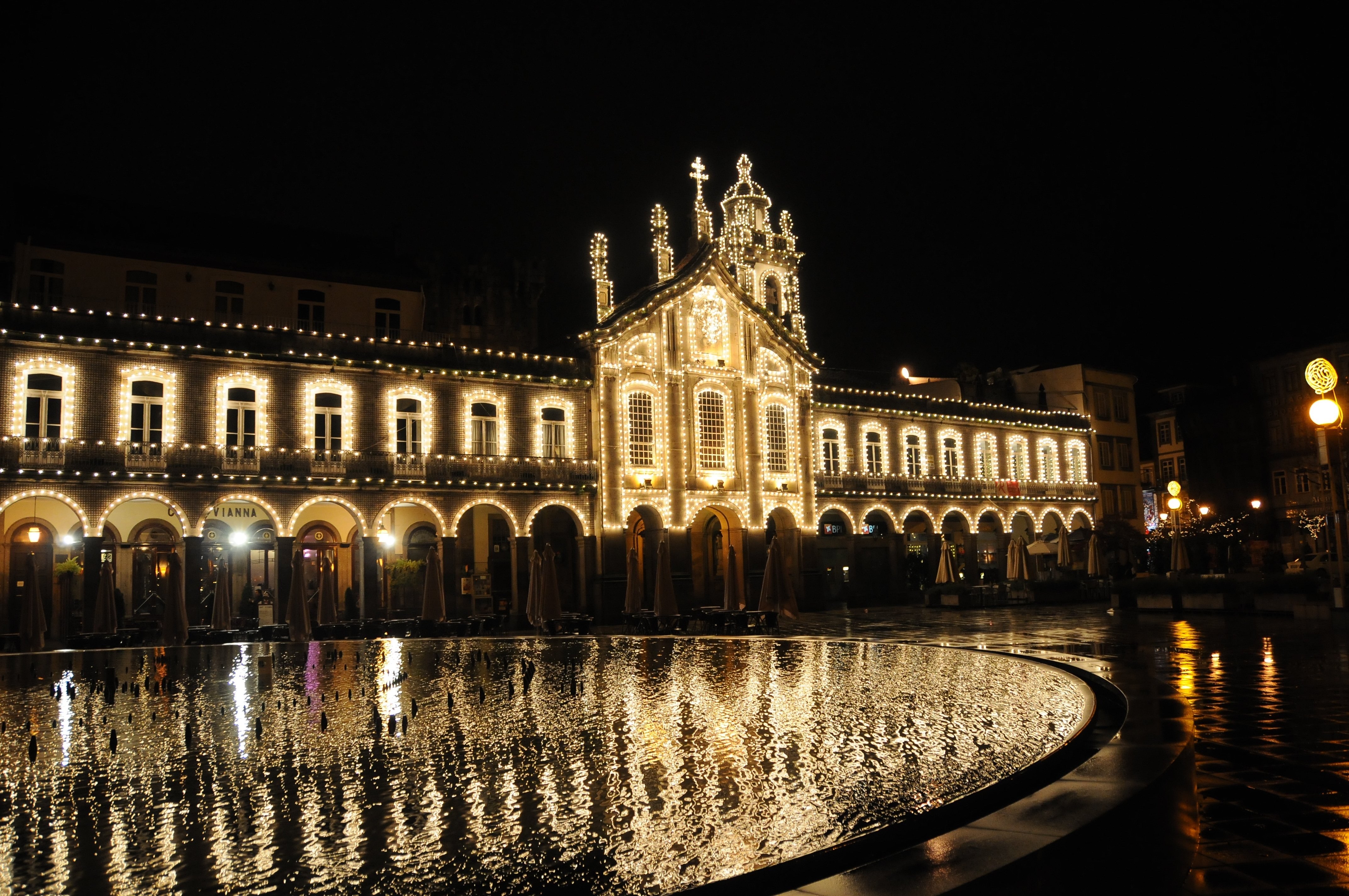
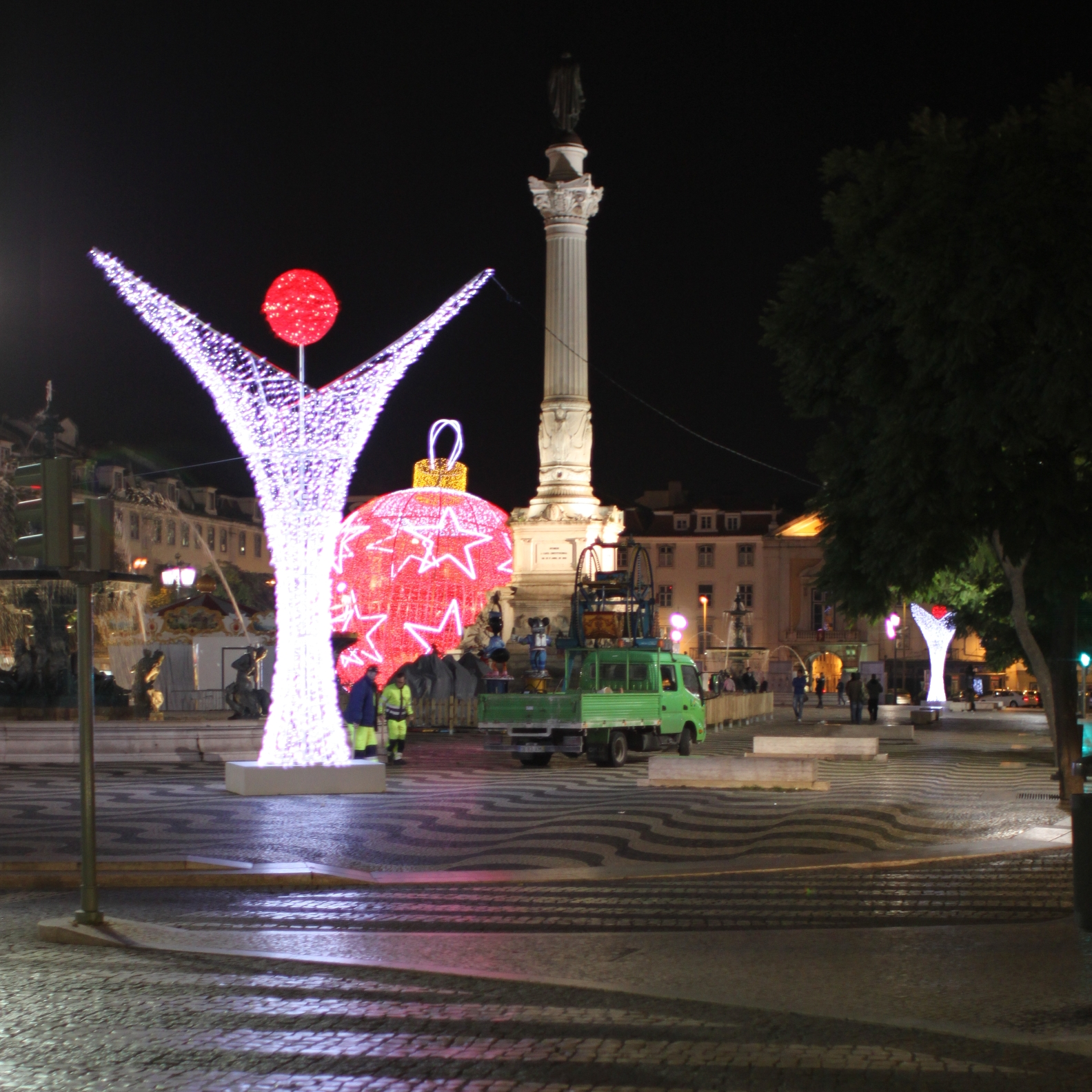
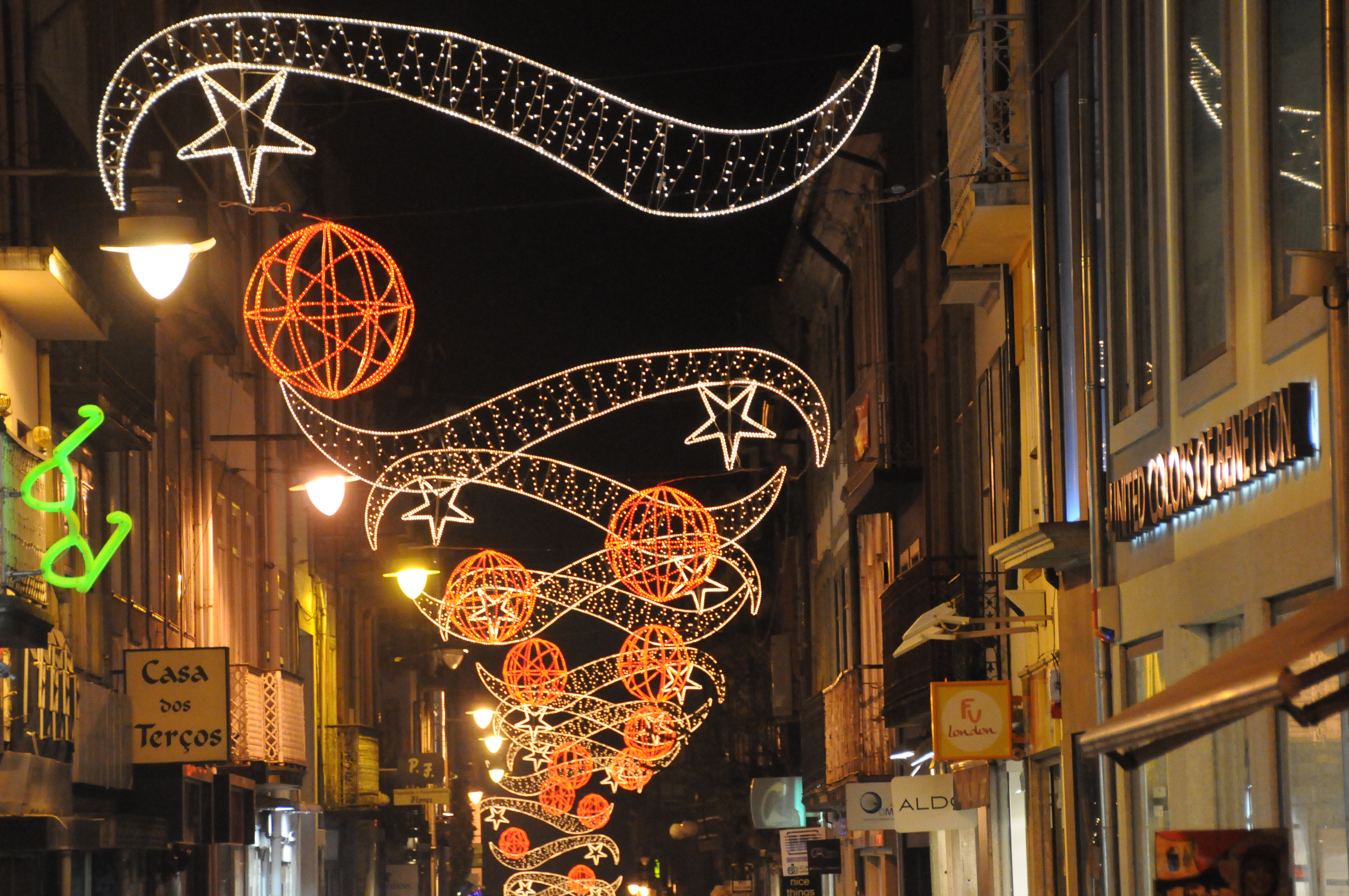
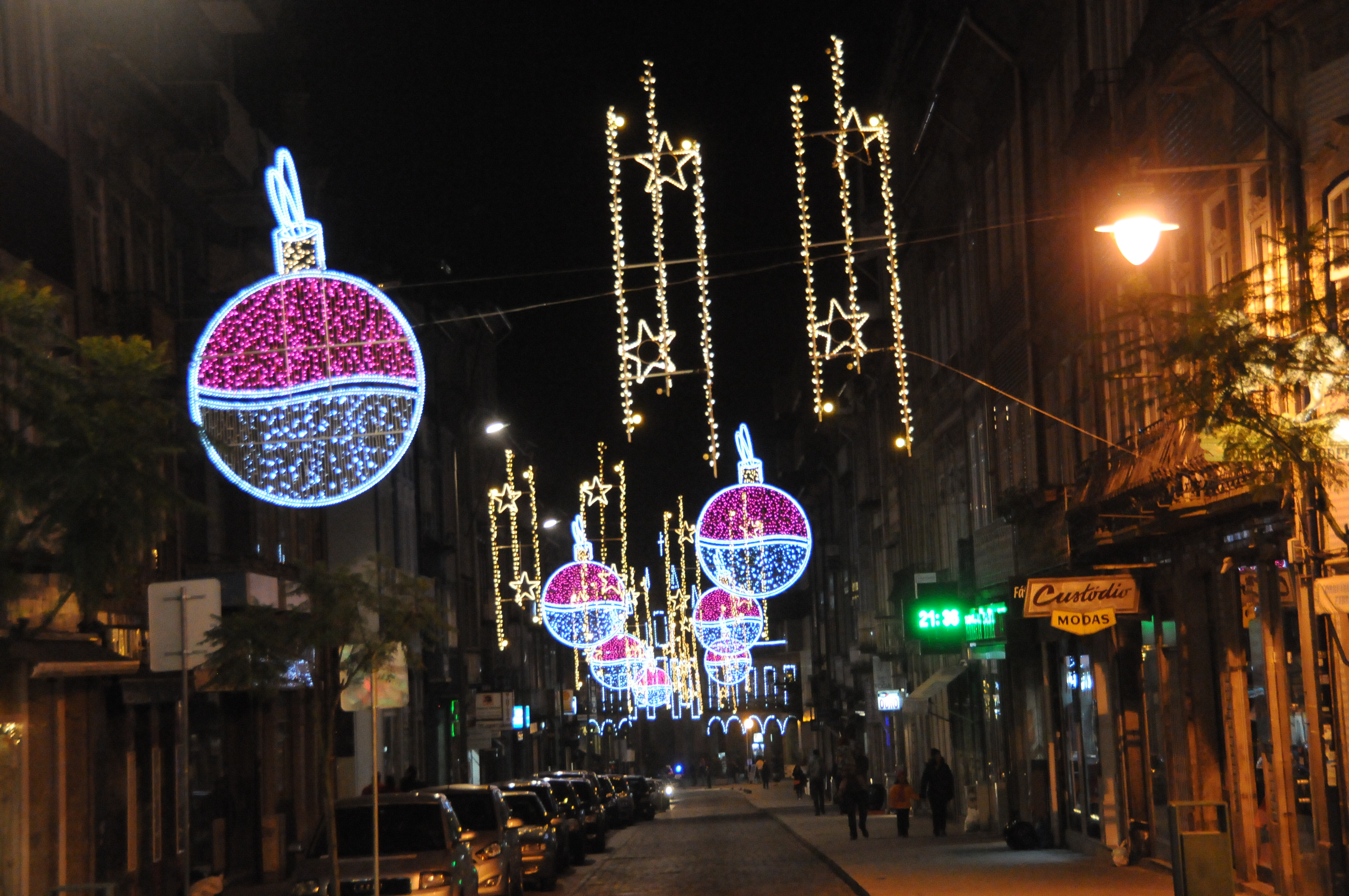
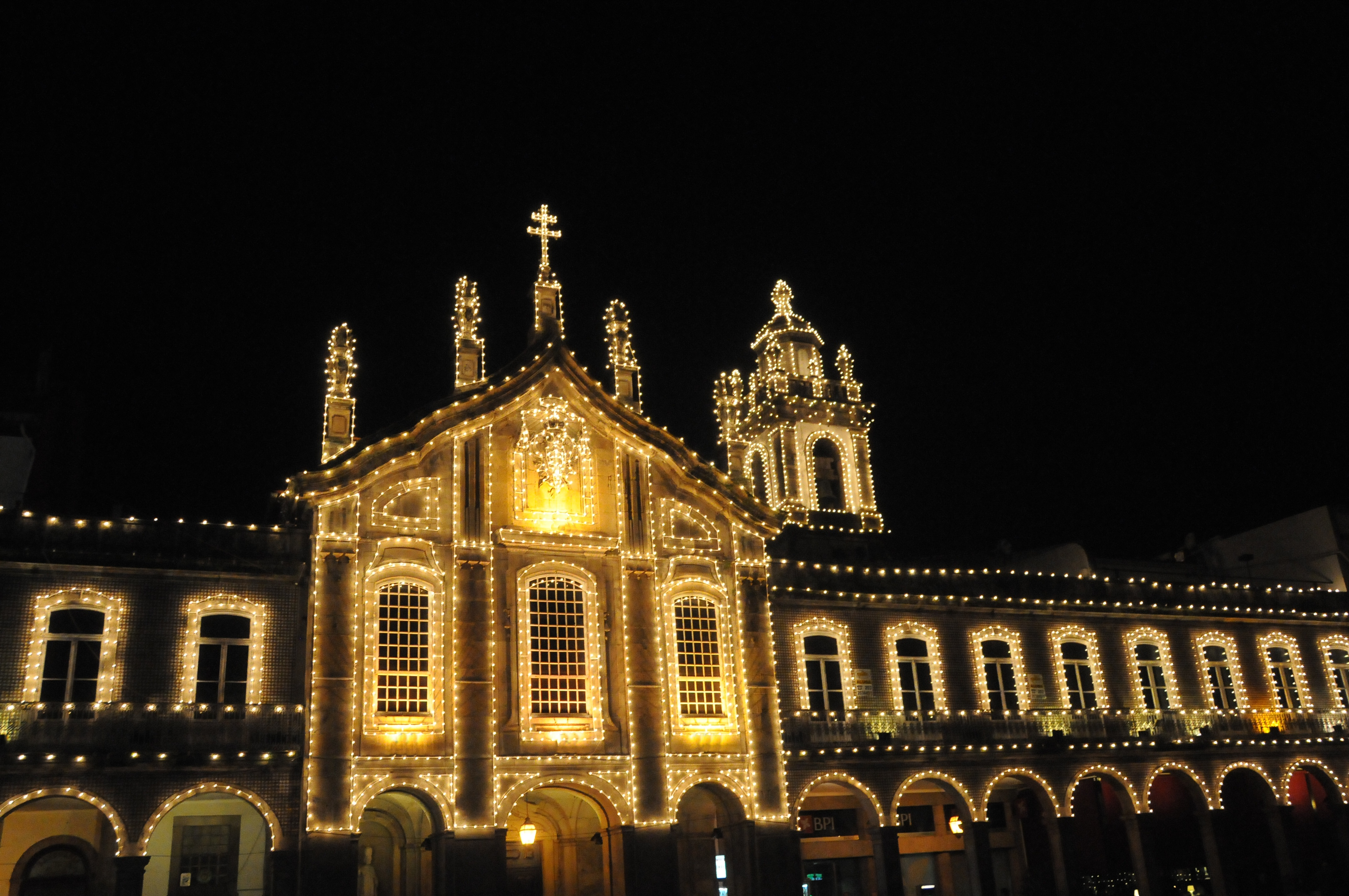

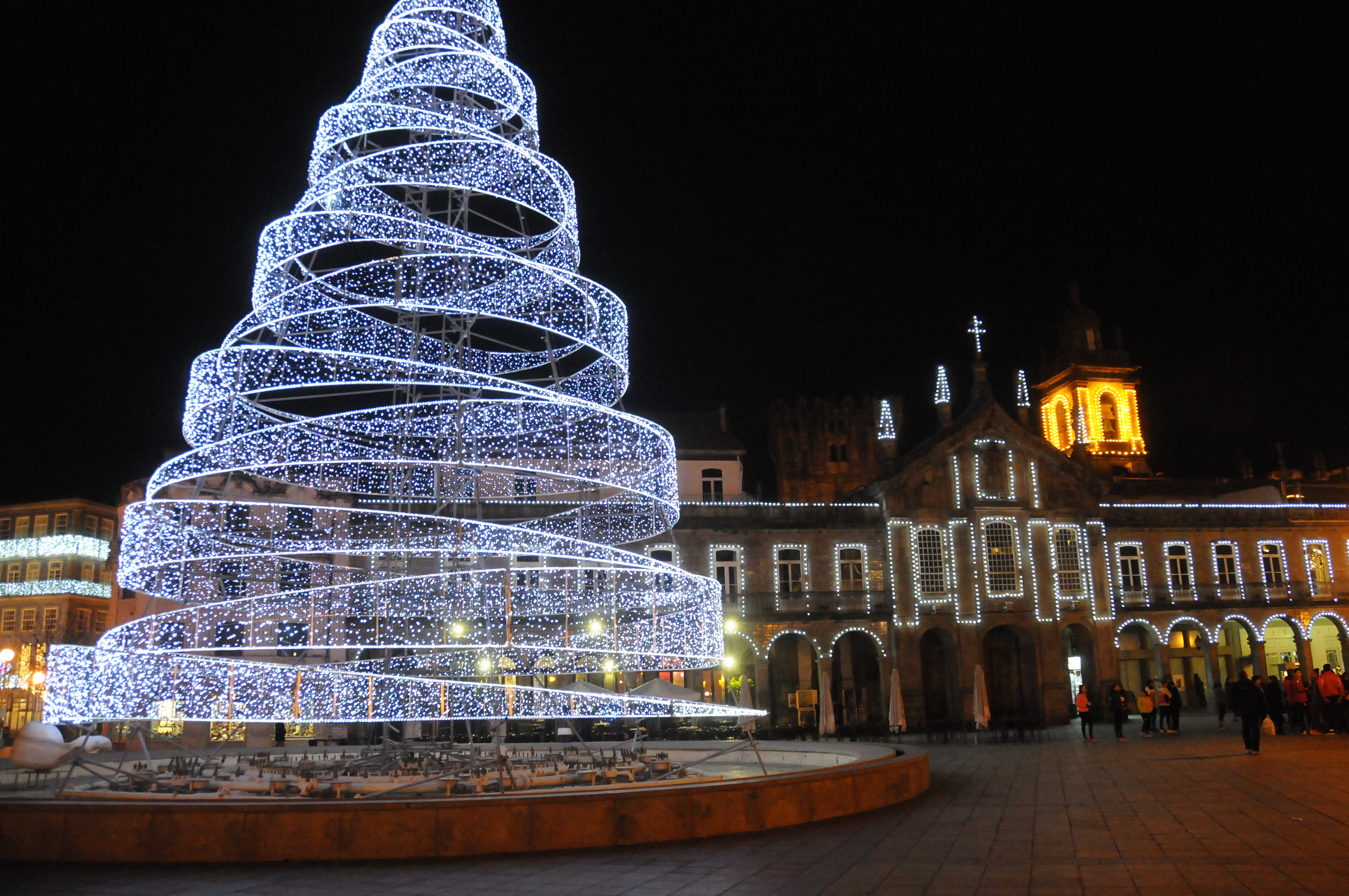
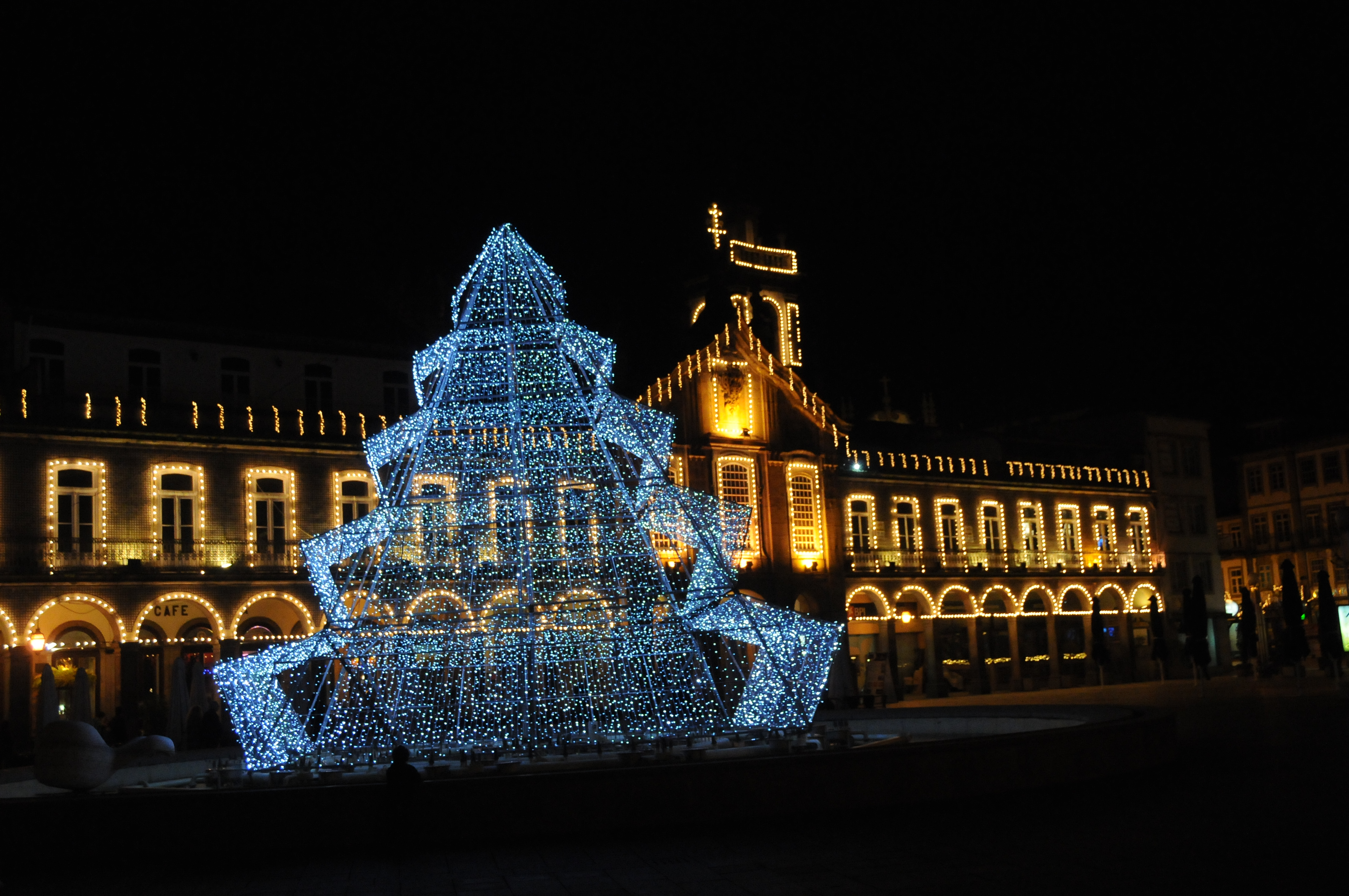
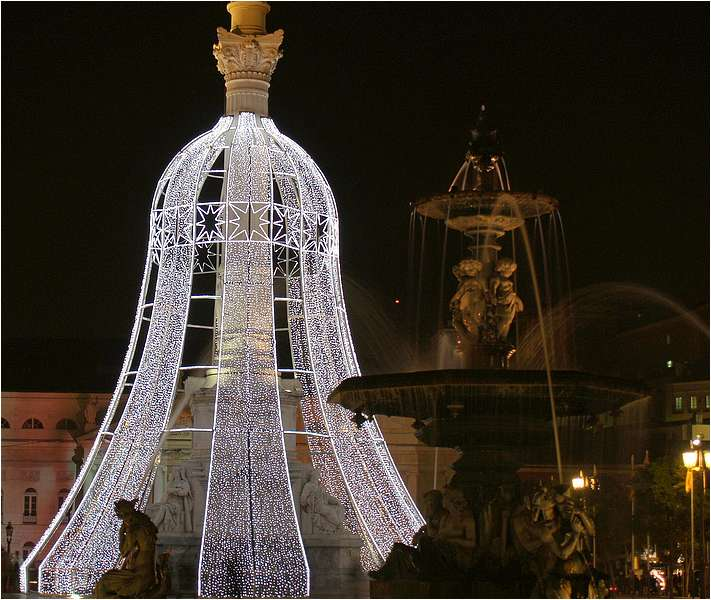
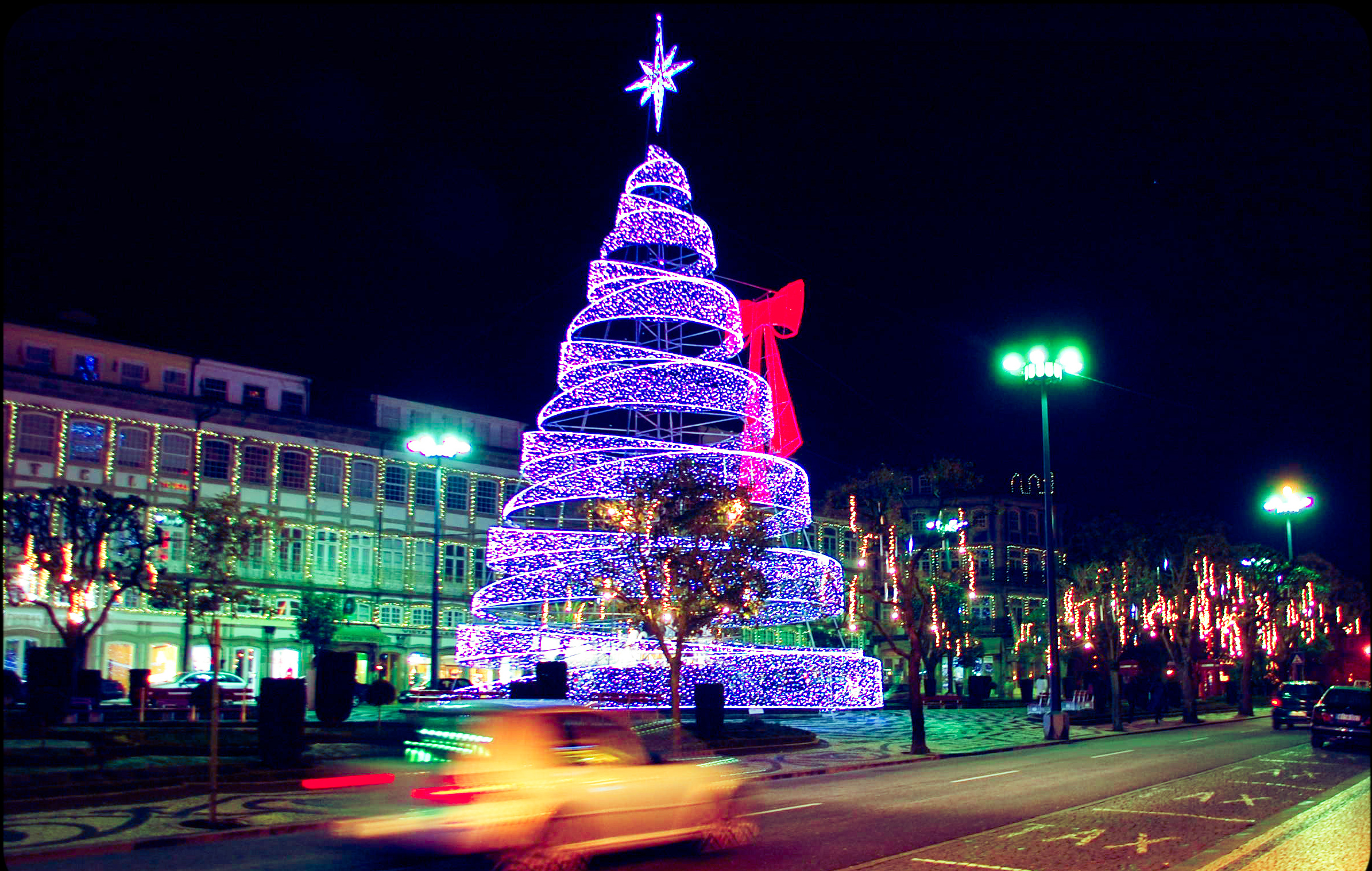
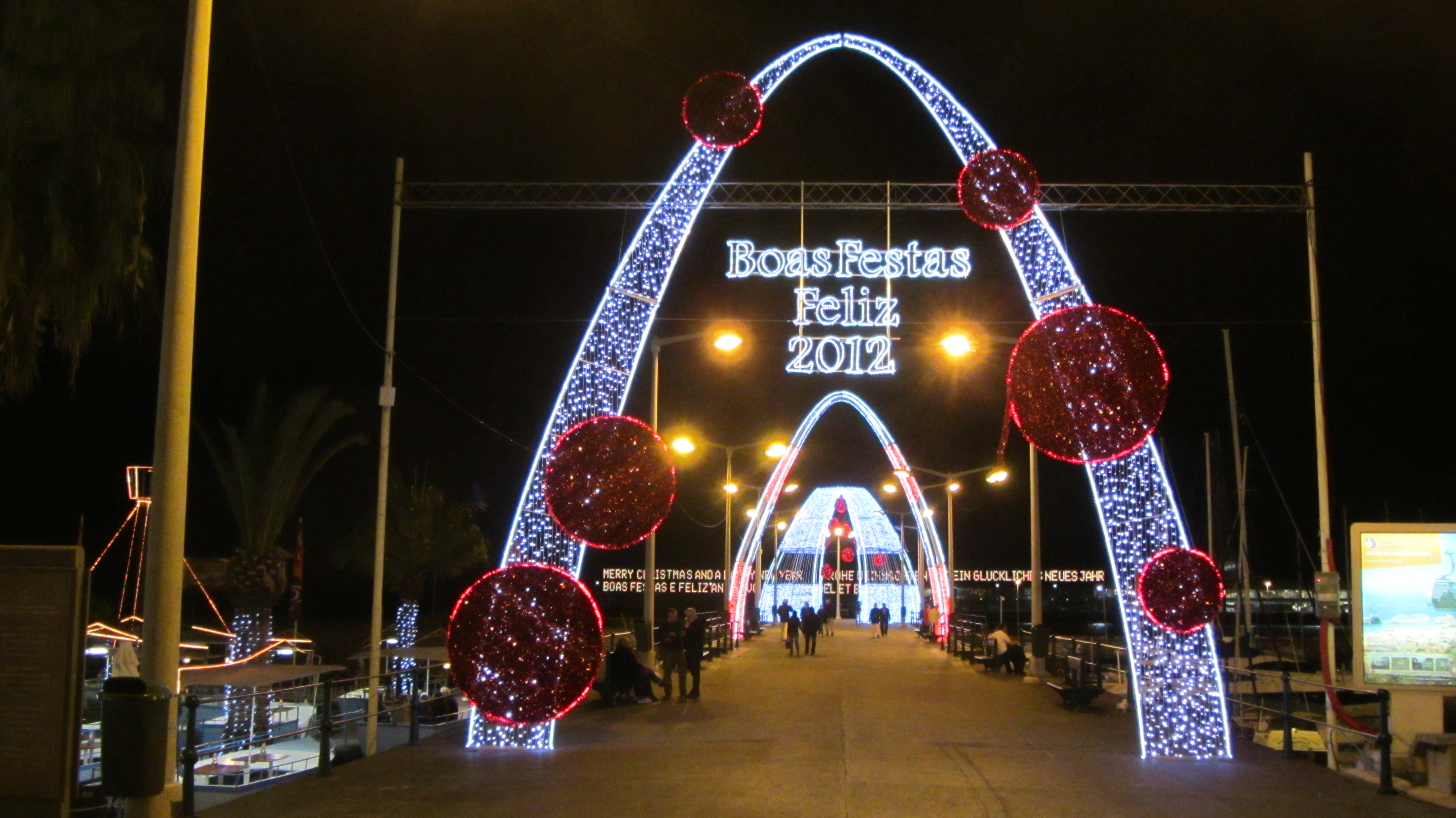
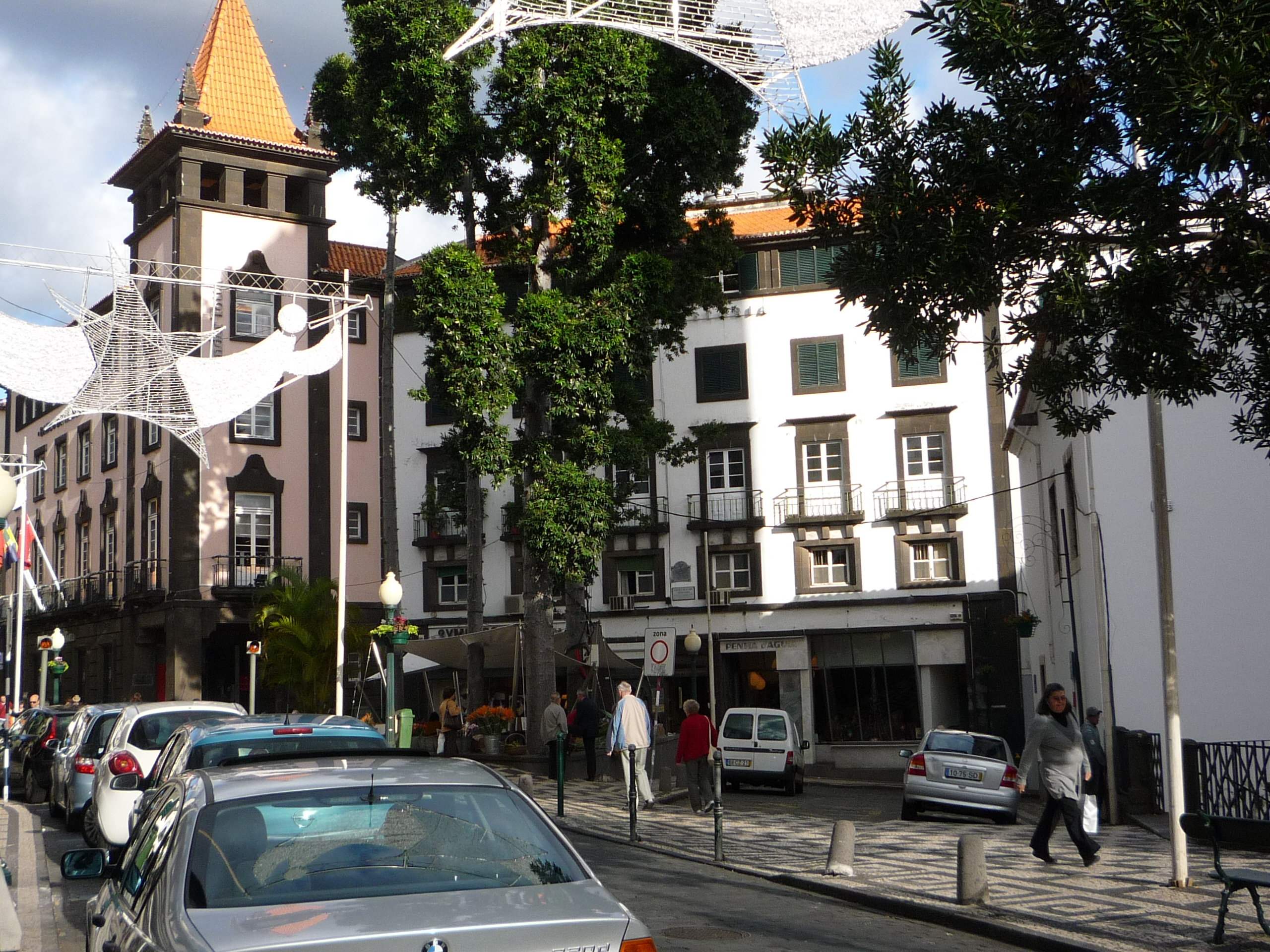

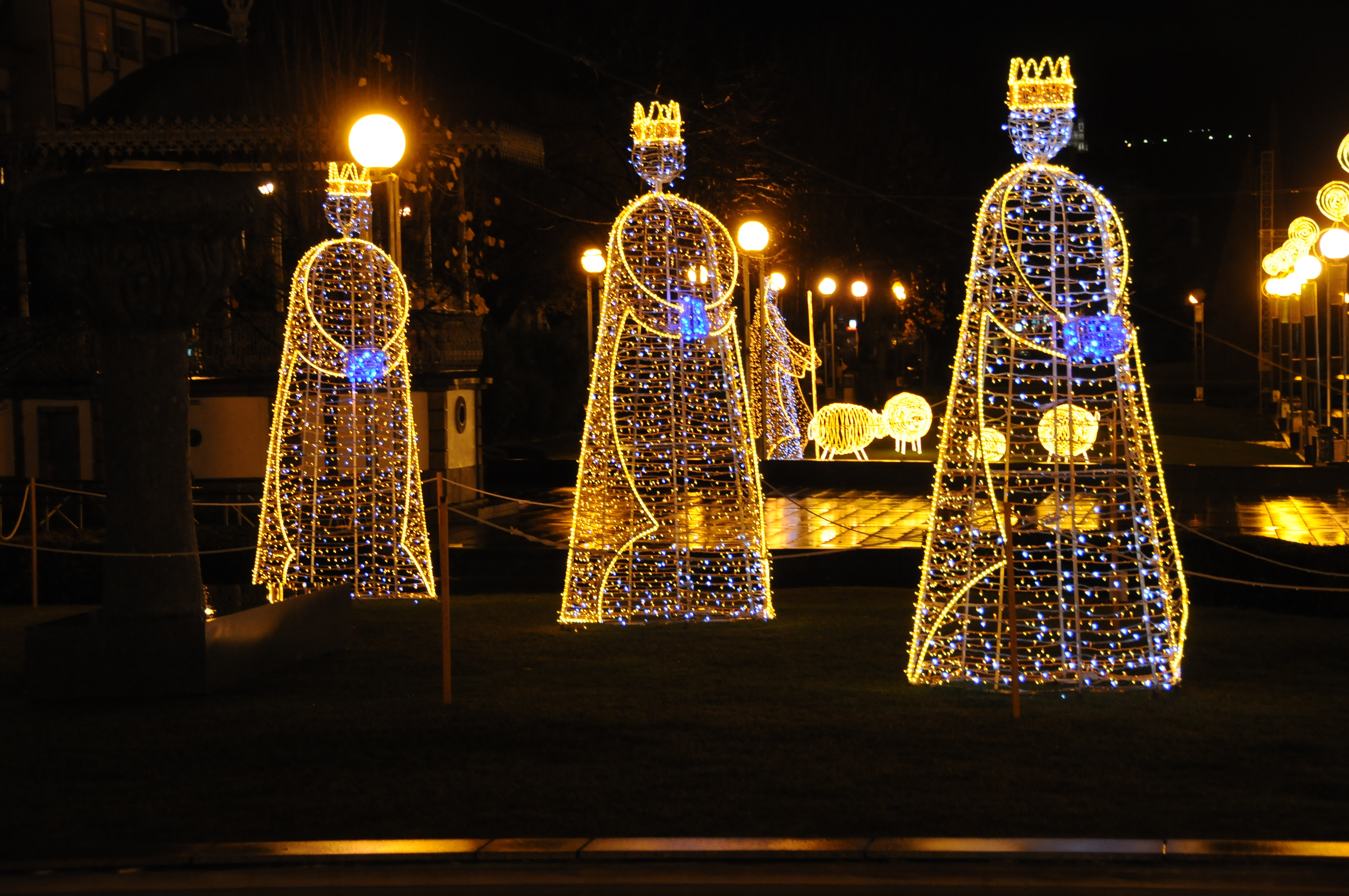
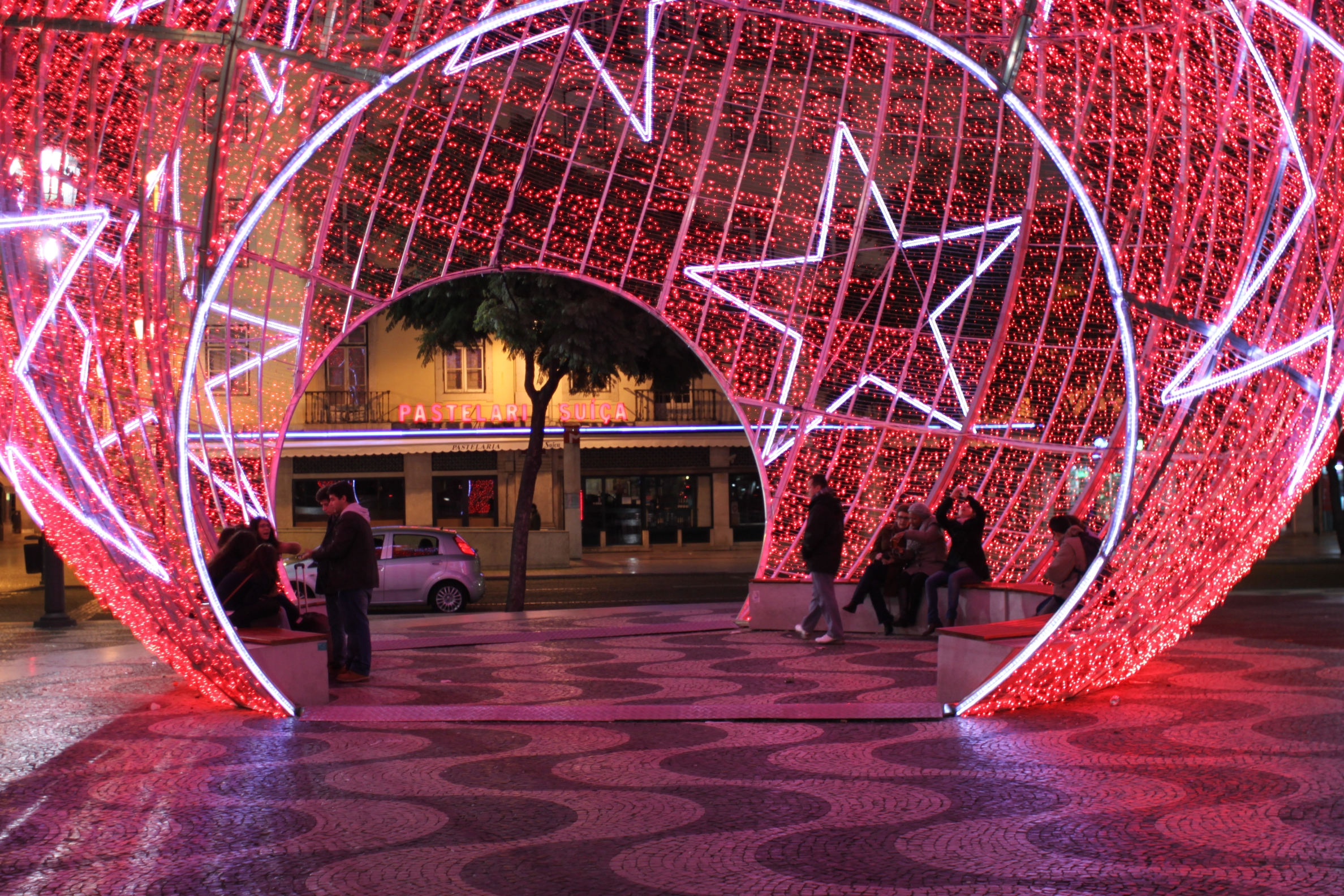
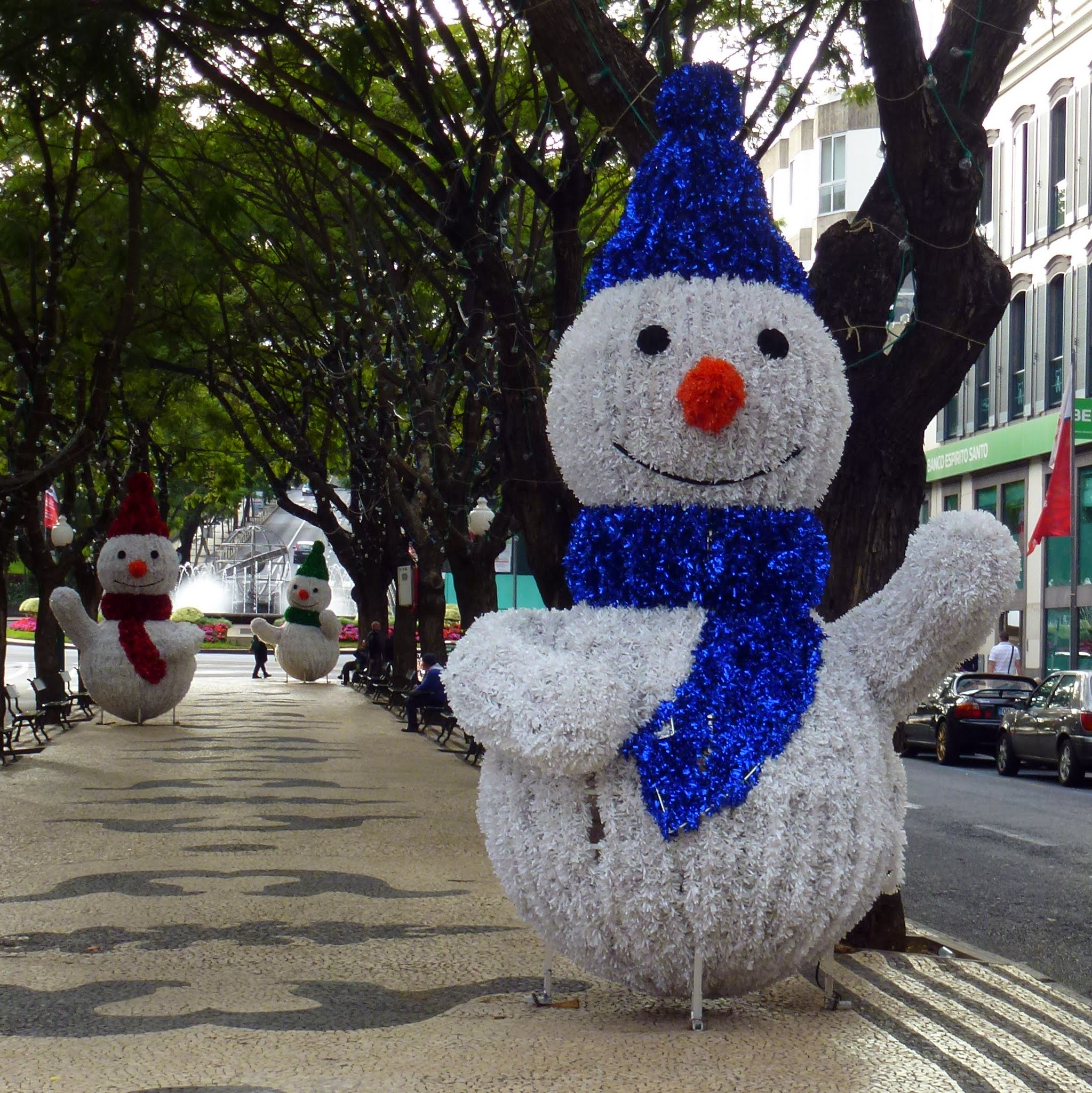
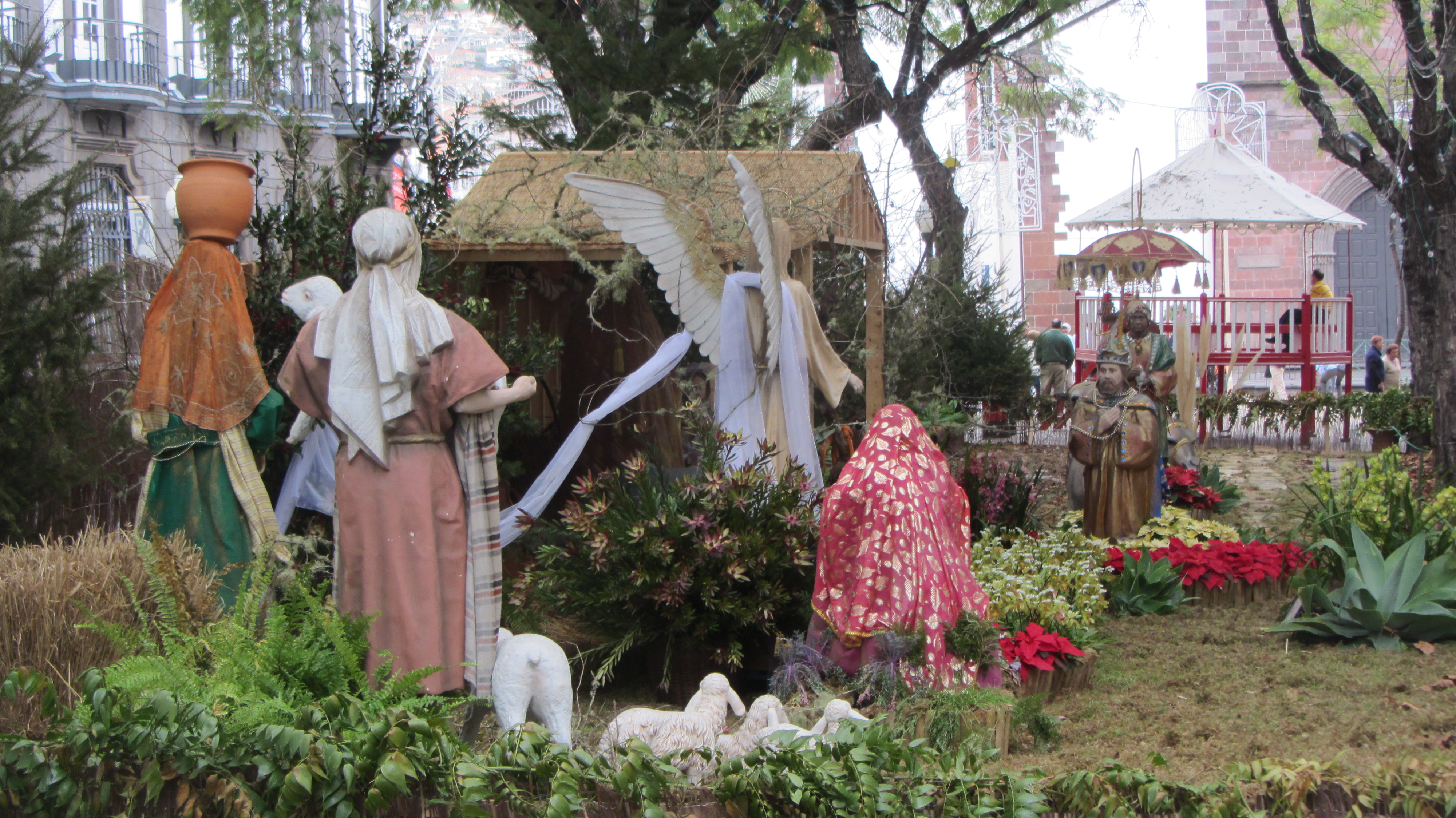
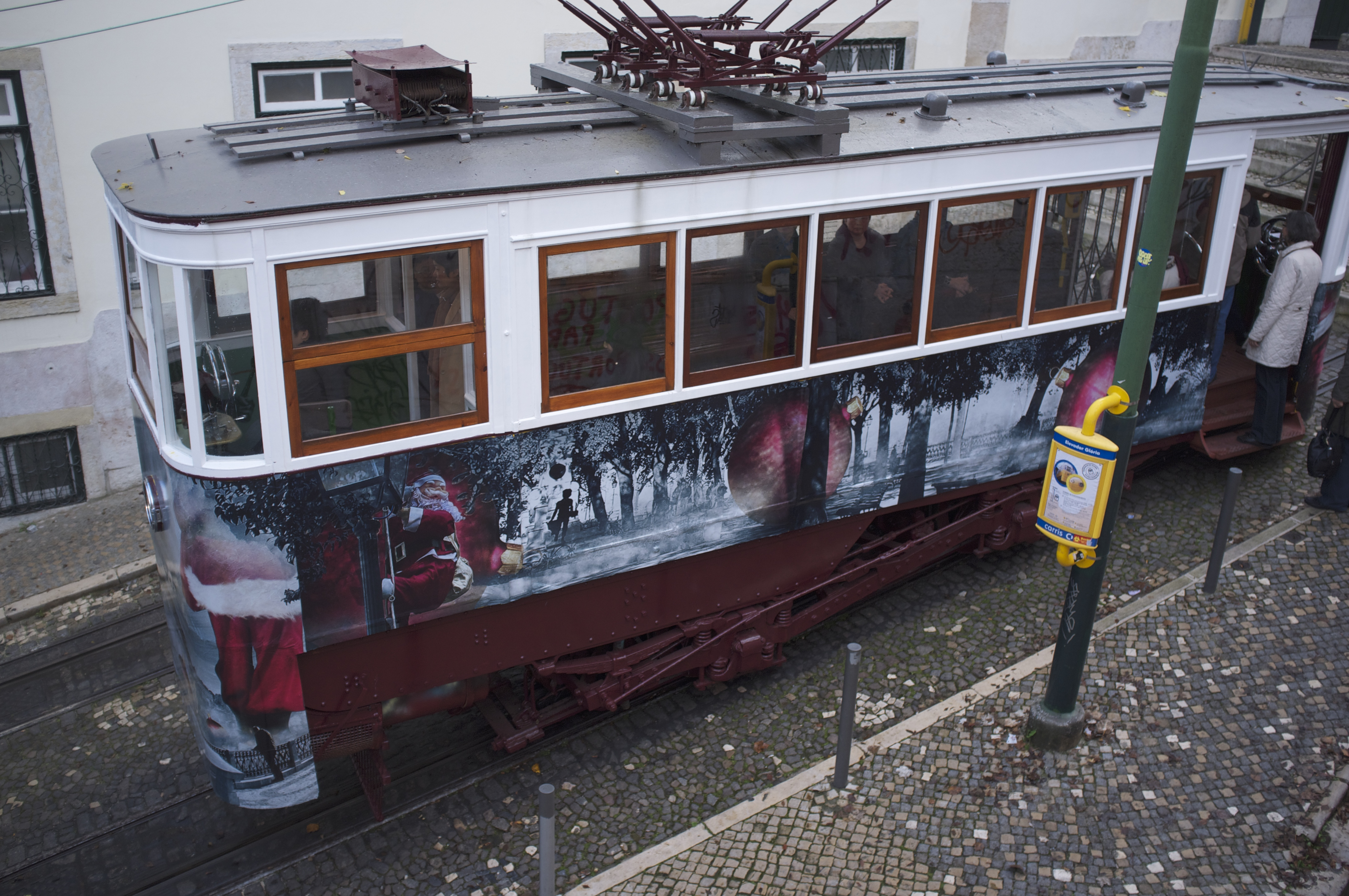